# مخروط افکنه

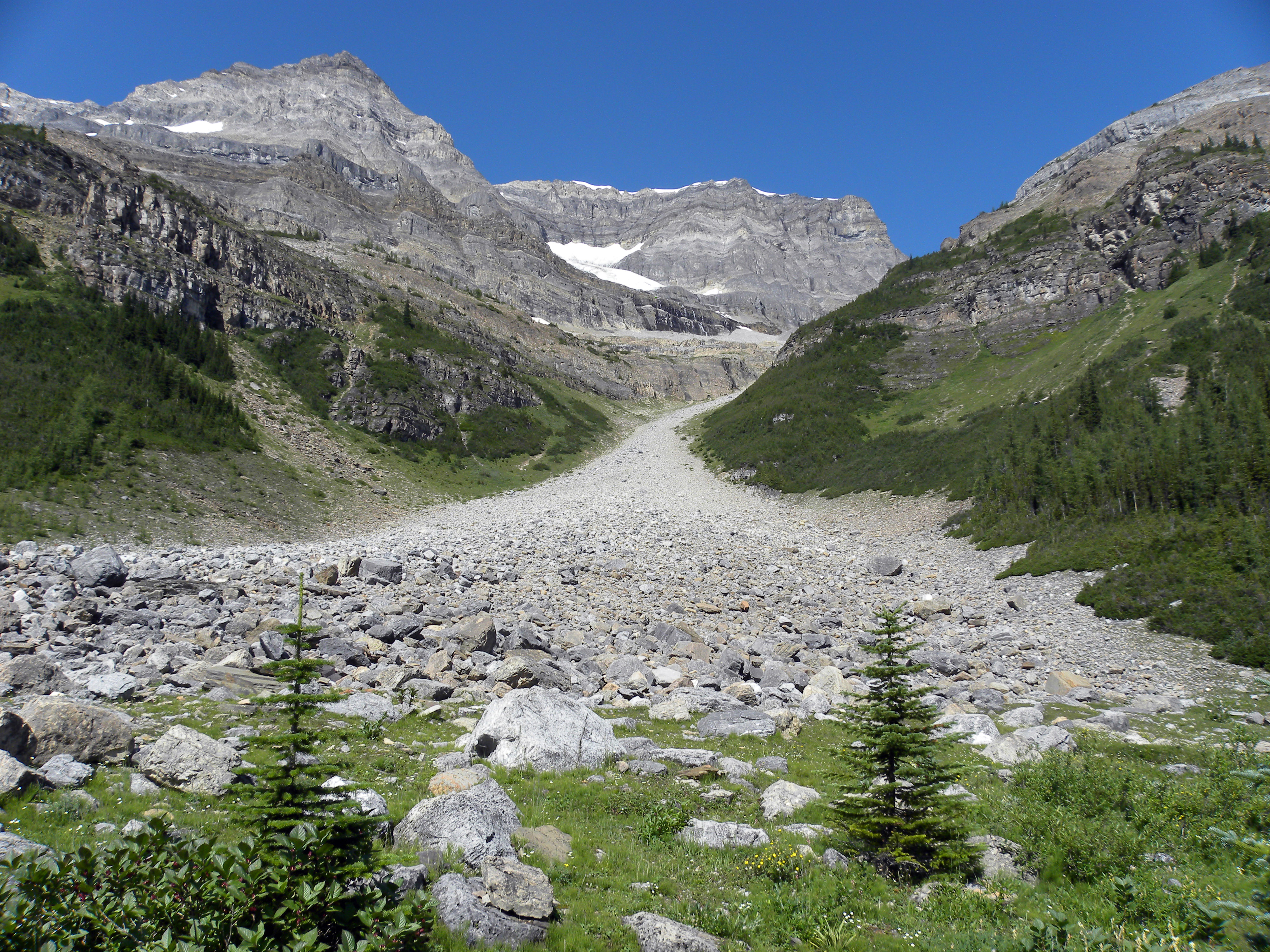

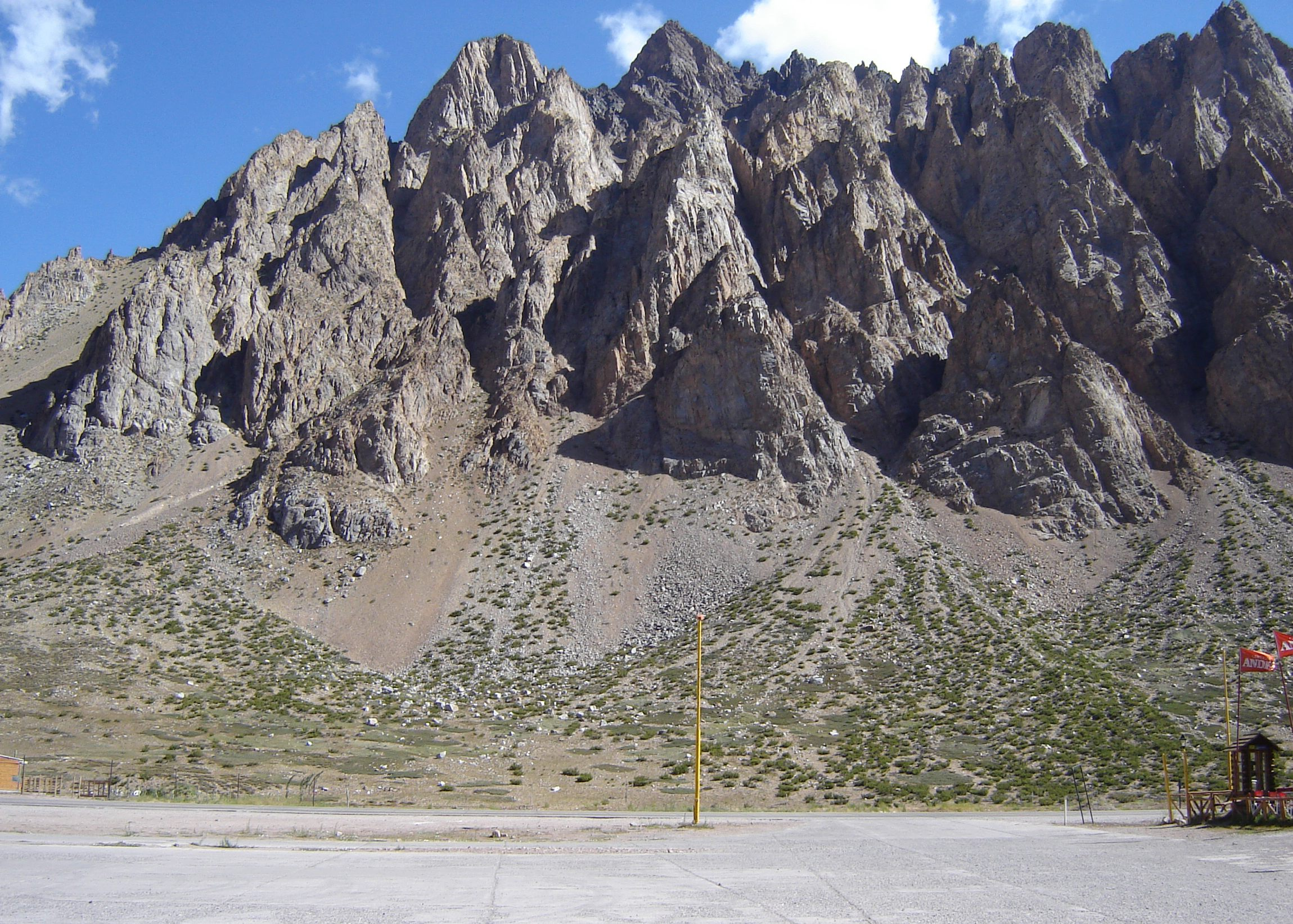
مخروط افکنه‌ای در پای کوهی صخره‌ای در مندوزای آرژانتین.

مَخروط اَفکَنه (که بادبزن آبرفتی هم نامیده شده است) ته‌نشست‌های بادبزنی‌شکلی هستند که به‌وسیله رودخانه‌ها در محل‌هایی که شیب آن‌ها به‌طور ناگهانی کم می‌شود پدید می‌آیند. هنگامی که آبراهه‌ها از دره‌های پرشیب کوهستان وارد منطقه کم‌شیب و دشت شوند، به‌دلیل کاهش سرعت آب رسوبات خود را به صورت مخروط بازشده‌ای به‌جا می‌گذارند که مخروط‌افکنه (alluvial fan) یا مخروط آبرفتی نامیده می‌شود. رأس مخروط‌افکنه به‌سمت بالادست آبراهه و قاعده آن در پایین‌دست است. رسوبات مخروط‌افکنه در نزدیک رأس آن‌ها بیش‌تر از قطعات سنگ درشت‌دانه، قلوه سنگ‌های بزرگ تشکیل شده و به‌تدریج به سمت قاعده شامل دانه‌های شن، ماسه، مارن و رس است. مخروط‌افکنه در نواحی خشک و نیمه‌خشک که پوشش گیاهی بیش‌تر به صورت پراکنده است، گسترش زیادی دارد. مخروط افکنه‌ها معمولاً در محل خروجی دره به دشت پدید می‌آیند. اگر چند مخروط افکنه مجاور با همدیگر به یک دامنه شیبدار بریزند تشکیل یک باهادا (bajada) می‌دهند.
ته‌نشت رسوب ذخیره‌شده به وسیلهٔ رودخانه سریع‌السیر همچنان‌که وارد دشت یا دره بازی می‌شود و به دلیل شکلی که دارد بادبزن آبرفتی نامیده می‌شود. بادبزن آبرفتی در مناطق خشک معمول‌ترین پدیده است زیرا خشک شدن و سیلابی شدن متناوب رودخانه‌های کوهستان شرایط مناسبی برای تشکیل آن فراهم می‌سازد، بادبزن آبرفتی گاهی تا چندین کیلومتر گسترش می‌یابد

## انواع رسوبات مخروط افکنه
1. رسوبات سیلابی صفحه‌ای
2. رسوبات رودخانه‌ای
3. رسوبات غربال‌شده
4. رسوبات جریانی خرده دار[۳]